# Paul F. Douglass
Paul Franklin Douglass (* 7. November 1904 in Corinth, New York; † 7. August 1988 in Rutland, Vermont) war ein US-amerikanischer Jurist, Politikwissenschaftler, methodistischer Pastor, Journalist und Politiker (Republicans). Er war Präsident der American University.

## Leben
Douglass besuchte bis 1922 die Glens Falls High School in Glens Falls, New York. Danach studierte an der Wesleyan University (A.B.) in Middletown, Connecticut) und der University of Cincinnati (A.M., Ph.D. und LL.B.) in Cincinnati, Ohio, wo er Taft fellow in government and public law war, sowie von 1931 bis 1933 Wirtschafts- und Rechtswissenschaften an der Friedrich-Wilhelms-Universität zu Berlin. 1930/31 war er Direktor des Johns Hopkins Institute of Law Study in Ohio. Er wurde als Rechtsanwalt in Vermont, in Washington, D.C. und vor dem US Supreme Court zugelassen. Douglas war u. a. Mitglied der American Bar Association.
Neben seiner juristischen Tätigkeit war er von 1926 bis 1928 Redakteur der Cincinnati Post und von 1926 bis 1928 des Christian Science Monitor. 1933 wurde er ordiniert; seitdem war er als Pastor in der Methodist Church in Poultney, Vermont tätig. Von 1933 bis 1943 war er außerdem für die Republikaner Mitglied des Repräsentantenhauses von Vermont in Montpelier, Vermont. Dort war er Chairman des Committee on Education und des Committee on Corporations and Franchises sowie Mitglied des Committee on Ways and Means.
Von 1941 bis 1951 war er Präsident der American University in Washington, D.C. Douglas, promovierter Politikwissenschaftler, wirkte im Bereich Internationale Beziehungen und war Mitglied der American Political Science Association. 1952 wurde er Berater des südkoreanischen Präsidenten Rhee Syng-man und danach Direktor des Rollins College Center for Practical Politics in Winter Park, Florida. Douglass war Autor mehrerer Bücher und General Counsel der League of Postmasters in Washington, D.C.

## Auszeichnungen
- 1973: Rollins Declaration of Honor

## Schriften (Auswahl)
- God among the Germans (1935)
- Wesleys at Oxford (1953)
- Six Upon the World (1954)
- Irving Babbitt and Paul Elmer More (1963)